# Джогович, Элдин
Элдин Джогович (люкс. Eldin Džogović; родился 8 июня 2003 года, Люксембург, Люксембург) — люксембургский футболист, защитник немецкого клуба «Магдебург» и сборной Люксембурга.

## Клубная карьера
Элдин Джогович — воспитанник футбольных клубов «Айнтрахт (Трир)» и «Магдебург». За вторую команду дебютировал 5 августа 2022 года в матче против «Зангерхаузена». Свой первый гол забил в ворота футбольного клуба «Кётенер Германия 03». В матче против «Бернбурга» оформил дубль.

## Карьера в сборной
Играл за молодёжные сборные Люксембурга, за которые сыграл 23 матча, где забил 1 мяч. За основную сборную дебютировал 24 марта 2021 года в 17 лет, 9 месяцев и 16 дней, сыграв 19 минут в матче против Катара.